# Glipa masatakai
Glipa masatakai là một loài bọ cánh cứng trong họ Mordellidae. Loài này được Chûjô miêu tả khoa học năm 1962.